# Estados Unidos nos Jogos Olímpicos de Inverno de 1928
Os Estados Unidos competiram nos Jogos Olímpicos de Inverno de 1928 em Saint Moritz,Suíça.